# Tityus cachipalensis
Espèce
Tityus cachipalensis est une espèce de scorpions de la famille des Buthidae.

## Distribution
Cette espèce est endémique de l'État de Sucre au Venezuela. Elle se rencontre vers Cajigal.

## Description
Le mâle holotype mesure 109,54 mm et le mâle paratype 100,10 mm.

## Étymologie
Son nom d'espèce, composé de cachipal et du suffixe latin -ensis, « qui vit dans, qui habite », lui a été donné en référence au lieu de sa découverte, Cachipal.

## Publication originale
- González-Sponga, 2002 : « Cuatro nuevas especies del género Tityus (Scorpionida: Buthidae). » Boletín de la Academia de Ciencias Físicas, Matemáticas y Naturales, vol. 62, no 2, p. 49-66.